# Manuel Revuelta González
Manuel Revuelta González (Población de Campos, Palencia, 1 de enero de 1936 - Salamanca, 16 de julio de 2019) fue un jesuita e historiador español. Ejerció de catedrático de Historia contemporánea de España en la Universidad Pontificia Comillas, con colaboración en las facultades de Derecho y Teología.

## Biografía
Estudió Historia en la Universidad de Santiago de Compostela, donde se doctoró. Allí se especializó en el siglo XIX y en Las Reducciones en Paraguay. Posteriormente se licenció en Teología en la Universidad Johann Wolfgang Goethe, en Fráncfort.
De regreso a España, fue profesor en la Universidad de Deusto (1970-1974) y en la Universidad Complutense de Madrid (1976-1985). Era miembro de la Institución Tello Téllez de Meneses desde el 4 de mayo de 1992. Falleció a consecuencia de una dolencia cardiaca que padecia desde hacía meses.

## Obra
Su obra reúne más de cincuenta artículos en diversas revistas como Razón y fe: Revista hispanoamericana de cultura, Carthaginensia: Revista de estudios e investigación, o en Historia 16, entre muchas otras. También es el autor de nueve libros, entre los que destacan aquellos relacionados con la labor educativa de la Compañía de Jesús, así como la historia de sus miembros más notables.

### Obra
- Revuelta González, Manuel (1976). La exclaustración (1833-1840). Madrid : E. Edica. ISBN 84-220-0760-6.[4]
- Revuelta González, Manuel (1980). Herrera de La Mancha: una historia ejemplar: Sumario 22/79. Madrid: Las Ediciones de la Piqueta etc., D.L. ISBN 84-7443-032-1.
- Revuelta González, Manuel (1981). Orígenes históricos de la constitución de la provincia de Palencia. Palencia : Diputación Provincial, D.L. ISBN 84-500-4795-1.
- Barbastro Gil, Luis, Revuelta González (1985). El clero valenciano en el Trienio liberal (1820-1823): esplendor y ocaso del estamento eclesiástico. Alicante : Instituto de Estudios Juan Gil-Albert, D.L. ISBN 84-505-2272-2.
- Martín, Luis, Eguillor, José Ramón, Revuelta González, Manuel, Sanz de Diego, Rafael María (1998). Memorias del P. Luis Martín, General de la Compañía de Jesús (1846-1906). Bilbao : Univ. Pontificia Comillas. ISBN 84-85281-71-3.
- Ravier, André, Revuelta González, Manuel, Aurrecoechea, María, Plazaola, Juan (1991). Ignacio de Loyola, fundador de la Compañía de Jesús. Espasa Calpe. ISBN 84-239-2257-X.
- Revuelta González, Manuel (1998). Los colegios de jesuitas y su tradición educativa (1868-1906). Madrid : UPCo. ISBN 84-89708-34-7.[5]
- Revuelta González, Manuel (1999). El anticlericalismo español en sus documento. Ariel. ISBN 84-344-2841-5.
- Revuelta González, Manuel (2005). La iglesia española en el siglo XIX: desafíos y respuestas. Universidad Pontificia Comillas. ISBN 84-8468-160-2.
- Revuelta González, Manuel (2010). Historia y espíritu en tierras palentinas: Camino de Santiago y otros afanes. Palencia: Diputación de Palencia. Institución Tello Tellez de Meneses. ISBN 978-84-8173-167-5.[6]